# Березолуківська сільська рада
| Березолуківська сільська рада — колишня адміністративно-територіальна одиниця та орган місцевого самоврядування у Рожищенському районі Волинської області з адміністративним центром у с. Березолуки. Припинила існування 16 листопада 2017 року через об'єднання до складу Копачівської сільської територіальної громади Волинської області. Натомість утворено Березолуківський старостинський округ при Копачівській сільській громаді. Сільській раді підпорядковувались населені пункти: - с. Березолуки - с. Кроватка - с. Підгірне - с. Яблунівка |

## Склад ради
Рада складалась з 17 депутатів та голови.

### Керівний склад ради
| ПІБ                           | Основні відомості                                                  | Дата обрання | Дата звільнення |
| ----------------------------- | ------------------------------------------------------------------ | ------------ | --------------- |
| Григорук Володимир Степанович | Сільський голова, 1965 року народження, освіта, безпартійний       | 26.03.2006   | 31.10.2010      |
| Григорук Володимир Степанович | Сільський голова, 1965 року народження, освіта вища                | 31.10.2010   | 28.10.2015      |
| Коцюбайло Лідія Володимирівна | Сільський голова, 1969 року народження, освіта професійно-технічна | 28.10.2015   | 29.10.2017      |

Примітка: таблиця складена за даними джерела

## Населення
Згідно з переписом УРСР 1989 року чисельність наявного населення сільської ради становила 1116 осіб, з яких 511 чоловіків та 605 жінок.
За переписом населення України 2001 року в сільській раді мешкало 1088 осіб.

### Мова
Розподіл населення за рідною мовою за даними перепису 2001 року:
| Мова       | Відсоток |
| ---------- | -------- |
| українська | 99,17 %  |
| російська  | 0,64 %   |
| білоруська | 0,18 %   |